# Jason Thompson (aktor)
Jason Craig Thompson (ur. 20 listopada 1976 w St. Albert) – amerykański aktor telewizyjny i model, znany najbardziej jako arogancki playboy i genialny neurochirurg dr Patrick Drake z opery mydlanej ABC Szpital miejski.
Kiedy miał 18 lat zaczął pracować jako model. Jego ambicją było jednak zostać aktorem. Początkowo szukał pracy w teatrach, wystąpił w kilku sztukach, m.in.: Akademia (The Academy), Więcej niż ty (More Than You) i Jakob. Do czasu gdy w wieku 24 lat ruszył na podbój szklanego ekranu i pojawił się w serialu telewizyjnych: Felicity (2000), MTV Rozebranie (Undressed, 2000) i Głębokie nakrycie (Deep Cover, 2002).
W grudniu 2005 przyjął rolę lekarza Patricka Drake'a w operze mydlanej ABC Szpital miejski (General Hospital). Po raz ostatni pojawił się w 2016.
W 2008 obok tak znanych osób jak Winona Ryder, Victoria Beckham, Helena Christensen, Eva Mendes, Heidi Klum, Dita von Teese, Naomi Campbell, Carolyn Murphy, Joss Stone, Christy Turlington, Hilary Swank, Alison Lohman, Rufus Wainwright, Julianne Moore czy Selma Blair wziął udział w kampanii reklamowej autorstwa Marca Jacobsa, mającej na celu podniesienie świadomości na temat raka skóry.
Następnie wystąpił gościnnie w serialu Castle (2012) i 90210 (2012) jako detektyw Thompson.
W grudniu 2015 dołączył do opery mydlanej CBS Żar młodości (The Young and the Restless) jako Billy Abbott; pierwszy odcinek wyemitowano 10 stycznia 2016.
W latach 2003–2005 był związany z kanadyjską fotomodelką magazynu „Playboy” i „CKM” – Carrie Tivador.
5 kwietnia 2015 w San Pancho w Meksyku poślubił swoją długoletnią partnerkę Palomę Jonas. Mają dwójkę dzieci: syna Bowiego Banjo (ur. 23 maja 2016) i córkę Rome Coco (ur. 20 września 2017).